# Figino (Mailand)
Figino (lombardisch Figin [fiˈd͡ʒĩ:]) ist ein im Gemeindegebiet von Mailand befindliches Dorf. Es gehört zum 7. Stadtbezirk.

## Geschichte
Das Dorf Figino gehörte historisch zum Pfarrbezirk Trenno.
1809 wurden per Napoleonischen Dekret die Gemeinden Cassina del Pero und Quinto Romano aufgelöst und nach Figino eingemeindet. Schon 1811 wurde auch die Gemeinde Figino aufgelöst und mit ihren Ortsteilen nach Settimo eingemeindet. Mit der Wiederherstellung des habsburgerischen Herrschaftsreichs wurden alle Gemeinden 1816 wieder selbstständig.
Bei Gründung des Königreichs Italien (1861) zählte die Gemeinde Figino 607 Einwohner. Ein Jahr danach wurde die offizielle Gemeindebezeichnung in Figino di Milano geändert.
Nur wenige Jahre später, 1869, wurde Figino in die Gemeinde Trenno eingemeindet. 1923 verlor auch die Gemeinde Trenno ihre Selbstständigkeit und wurde in die Stadt Mailand eingemeindet.